# Uia di Ciamarella
De Uia di Ciamarella is een 3676 meter hoge berg die behoort tot de Grajische Alpen. De berg ligt op de grens van de Italiaanse regio Piëmont en de Franse regio Auvergne-Rhône-Alpes. De top is geheel in Italië gelegen, de grens met Frankrijk ligt net ten westen van het hoogste punt. De Uia di Ciamarella is de op twee na hoogste bergtop van de centrale groep van de Grajische Alpen.
Aan de Italiaanse zijde liggen het Val Grande en Val di Ala met respectievelijk de plaatsen Groscavallo en Balme. Aan de Franse zijde liggen de gemeenten Bessans e Bonneval-sur-Arc.
Vanuit Italië is de Uia di Ciamarella vrij gemakkelijk te bereiken. Een belangrijk uitgangspunt voor de beklimming van de berg vormt de hoogvlakte Pian della Mussa (1850 m) aan het einde van het Val d'Ala. Vanaf dit punt voert de route via de berghut Bartolomeo Gastaldi (2659 m) en de Ciamarellagletsjer (klimijzers noodzakelijk) (3100 m) naar de top.
Op de top staat een borstbeeld van de heilige Leonard Murialdo die de Ciamarella in 1867 beklom.